# The Quarrymen

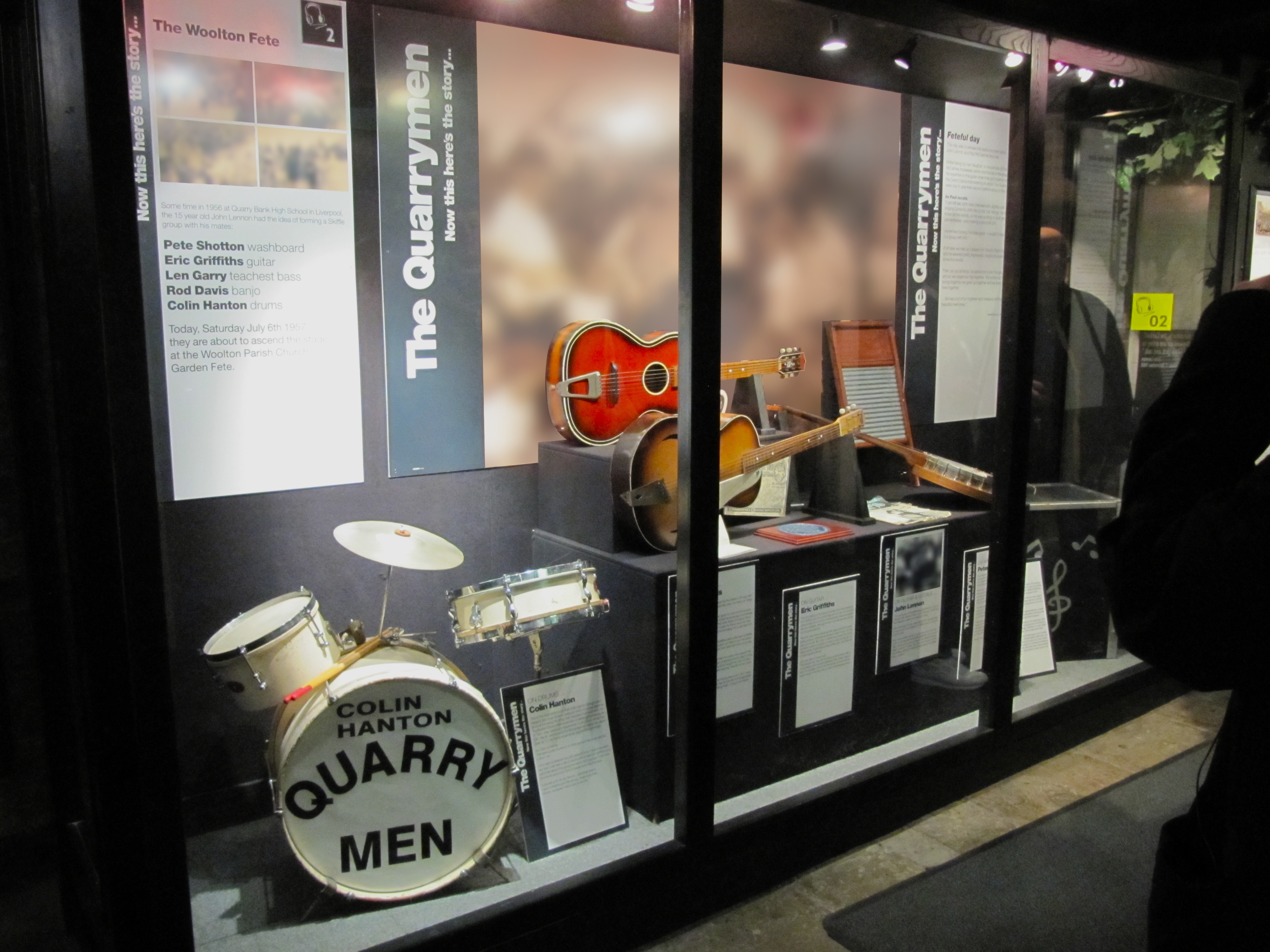

The Quarrymen (de vegades anomenats Quarry Men) és el grup que va crear John Lennon l'any 1957 i que posteriorment va evolucionar a The Beatles. En els inicis tocaven un estil de música anomenat skiffle. Van començar tocant en les festes d'alumnes de l'institut.
En una d'aquestes festes, el 6 de juliol del 1957 a la parròquia de St. Peter's del barri de Woolton, hi assistí Paul McCartney, que aleshores tenia 15 anys i també era afeccionat al rock. Ivan Vaughan, un amic comú de John i Paul, els va presentar. John impressionat després d'una audició en què McCartney va interpretar a la guitarra i va cantar Twenty Flight Rock d'Eddie Cochran, va demanar a Paul que s'unís al grup.
Paul McCartney agafava cada dia l'autobús per anar a l'institut amb un noi més jove, George Harrison també molt afeccionat al rock. Paul el va presentar a John per si podia unir-se a The Quarrymen. Lennon, després d'escoltar Harrison interpretar una coneguda cançó de l'època Raunchy de Bill Justis, no va dubtar a acceptar-lo puix el va considerar una peça clau per a la banda, vista la qualitat que demostrava com a guitarrista. El grup va tenir altres components, però ells tres eren l'eix principal. Tanmateix els mancava algú que toqués el baix elèctric i un bateria permanent, ja que els que tenien canviaven sovint.
Stuart Sutcliffe era amic i company de John Lennon a l'Escola d'Art, pintava força bé i va arribar a vendre diversos quadres a bon preu. Aquest fet li va permetre, animat per John, de comprar d'un baix elèctric per unir-se a la banda. Malauradament no tenia cap coneixement musical i l'hi van haver d'ensenyar a tocar, la qual cosa no va aconseguir mai gaire bé; però de fet, com ells mateixos deien, "val més tenir un baix que no sap tocar, que no pas no tenir-ne cap".
El nom del grup, The Quarrymen ja els resultava massa antiquat, ja que cap component no estudiava aleshores en aquell institut; per això el grup va tocar durant una temporada amb diversos noms, entre els quals Johnny and The Moondogs i The Silver Beetles. A Sutcliffe li va agradar molt una pel·lícula de Marlon Brando Salvatge, en què sortia un grup de motoristes que es feien anomenar "The Beetles" (els escarabats). Lennon va modificar aquest nom canviant-li una e per una a, tot fent un joc de paraules amb el mot anglès "beat" ("cop", fent referència al cop de la bateria que marca el compàs i a l'anomenada generació beat), i ja va ser el nom definitiu del grup: The Beatles (els qui fan música beat). A més, aquest nom també era una al·lusió humorística al nom del grup de Buddy Holly Crickets ("grills"), del que eren admiradors.

## Membres
- John Lennon - guitarra i veu
- Paul McCartney - guitarra i veu
- George Harrison - guitarra i veu
- Stuart Sutcliffe - baix elèctric
- Ivan Vaughan - baix acústic
- Ken Brown - capsa de te
- Pete Shotton - taula de rentat (washboard)
- Colin Hanton - bateria
- Eric Griffiths - guitarra
- Len Garry - baix acústic
- Rod Davis - banjo
- Nigel Whalley - baix acústic